# Homalomena hendersonii
Homalomena hendersonii là một loài thực vật có hoa trong họ Ráy (Araceae). Loài này được Furtado mô tả khoa học đầu tiên năm 1939.